# Самипашазаде Сезаи
Самипашазаде Сезаи (тур. Samipaşazade Sezai; 1859 год, Стамбул — 26 апреля 1936 года, там же) — турецкий писатель. Автор романа «Сергюзешт», одного из первых реалистических романов турецкой литературы, имеющего большое значение в истории литературы. Он является одним из основоположников современного рассказа в турецкой литературе.

## Биография
Сезаи был одним из сыновей Абдуррахмана Сами-паши — писателя, первого министра образования Османской империи, одного из видных деятелей периода Танзимата, и его второй жены — Диляраиш-ханым, происходившей родом с Кавказа, предположительно черкешенки. Сезаи родился в 1859 году в стамбульском особняке своего отца, располагавшемся в Ташкасапе, Аксарай.
Сезаи получил частное образование в особняке своего отца в стамбульском районе Ташкасап. В годы учёбы в Конаке освоил персидский, арабский, французский, немецкий языки. Позже время пребывания в Лондоне выучил английский язык. Он решил до двадцати лет не поступать на официальную сужбу и углубить свои знания по литературе. Его первая статья под названием «Маариф» (Просвещение) была опубликована в газете «Камер» в 1874 году. Его первое произведение, трехактная пьеса «Шир», было опубликовано в 1879 году.
В 1880 году он стал чиновником Управления Министерства Фондов, возглавляемого Абдуллатифом Суфи-пашой. После смерти отца Сезаи был назначен вторым секретарем посольства Турции в Лондоне. В течение четырёх лет, проведенных там, он внимательно следил за английской и французской литературой. Сезаи вернулся в Стамбул в 1885 году, когда сотрудники посольства были уволены за несоблюдение запрета на ношение шляп.
В 1885—1901 годы Сезаи жил в Стамбуле и занимался литературой. Он сдружился с поэтом Абдулхаком Хамидом Тарханом и Реджаизаде Махмудом Экремом. Он постоянно переписывался с поэтом и журналистом Намыком Кемалем, с которым познакомился, когда ему было 17-18 лет.
Как и другие авторы периода Танзимат, Сами Пашазаде Сезаи не написал много произведений. Из-под его пера вышли один роман, два небольших сборника рассказов, мемуары и статьи о путешествиях. Он стал одним из первых романистов в турецкой литературе после Шемседдина Сами, Намыка Кемаля и Ахмета Мидхата, опубликовав в 1887 году свой роман «Сергюзешт». Сезаи считается одним из основоположников современного рассказа в турецкой литературе. В 1891 году писатель собрал свои рассказы в книге «Мелочи». В 1897 году он писал статьи и рассказы для газеты «Икдам», собрал некоторые из своих статей и рассказов в книге «Румузул-Эдеб» (1898).
Писатель оказался под надзором властей из-за своего романа «Сергюзешт» (Злоключения), и в 1901 году он был вынужден уехать в Париж, чтобы избавиться от него. Сезаи оставался там до провозглашения конституционной монархии в 1908 году. Он описал свой побег за границу в статье «Воспоминания 1901 года», опубликованной в журнале «Servet-i Fünun».
В Париже писатель познакомился с младотурками. Он присоединился к Комитету «Единение и прогресс» и занял почётное место в обществе. Он публиковал статьи с критикой политики и режима Османской империи в информационном органе общества под названием «Şüra-ı Ümmet» (основан 15 февраля 1902 года). О парижских годах он писал в статьях «Годы в Париже с 1901 года», «Парижские воспоминания», «Семь лет в Париже».
После провозглашения конституционной монархии он вернулся в Стамбул и был назначен послом в Мадриде. Когда началась Первая мировая война, он перебрался из Мадрида в Швейцарию и оставался здесь до конца войны. Он описал испанские годы в двух статьях под названием «Gırnata and El-Mescidü'l Camia: Alhambra» («Гирната и Эль-Мескидул Камиа: Альгамбра») и время, проведенное в Швейцарии, в своих статьях под названием «Swiss Memorial» (Память о Швейцарии).
В период перемирия (1918) он был отправлен в отставку, хотя ограничение по возрасту наступало только в 1921 году.
Последние годы жизни Сезаи провел в своем доме на улице Мюхюрдар в районе Кадыкёй (Стамбул). Он собрал прозаическую мерсию (элегия, посвященная чьей-то памяти) и ещё несколько произведений прозы и воспоминаний в книге «Иклал», опубликованной в 1924 году. Писатель посвятил еә памяти своего безвременно ушедшего племянника Иклала.
Он перевел на турецкий язык роман «Жак» Альфонса Доде.
В 1927 году решением Великого Национального Собрания Турции «Хидамат-и Ватанийы» установило ему заработную плату по договоренности.
Сезаи умер от пневмонии в Стамбуле 26 апреля 1936 года. Он похоронен на семейном кладбище в Гёксу, рядом с племянником Иклалем.

## О творчестве писателя
Профессор Зейнеп Керман создала сборник произведений Сезаи в трех томах.
Роман Сезаи «Сергюзешт» (1887), рассказывающий историю черкесской рабыни, по мнению литературоведа Георгия Бердникова, стал «значительным событием литературной жизни 80-х годов». Бердников отмечал, что роман выражает открытый протест против рабства и этим перекликается с популярным романом Гарриет Бичер-Стоу «Хижина дяди Тома». Сезаи продолжил традиции писателей Танзимата и стремился показать в реалистичной манере совершенно негуманный принцип порабощения одного человека другим. Его перевел на французский Бесим Омер-паша.
Сезаи ввел жанр рассказа в турецкую литературу. Его рассказы о небольших событиях были новым словом в турецкой литературе. Самый молодой писатель периода Танзимат, Сезаи оказал сильное влияние на авторов журнала «Сервет-и Фюнун» своей книгой «Мелочи». В своих произведениях он сочетал романтизм и реализм. Создавал работы с пониманием «искусство ради искусства». Сюжеты для своих произведений Сезаи связаны с турецкой действительностью. Сезаи был выразителем идей турецкой либеральной буржуазии.

## Произведения
Сезаи стал автором следующих произведений:
- «Сергюзешт»[К 1] (роман, 1887[2][3])
- «Кючюк шейлер[тур.]»[К 2] (новеллы, 1891[3])
- Шир (пьеса, 1879)
- Румузю’ль-эдеб[тур.] (сборник, состоящий рассказов, мемуаров, путевых заметок и бесед, 1900)
- Иджляль (сборник, состоящий из одного рассказа, мемуаров, путевых заметок и бесед, 1923)
- Конак (рукопись романа, завершённая в 1935 году)

## Комментарии
1. ↑  На русском языке роман носит название  «Злоключения»[2] и «Приключение»[3].
2. ↑  В издании на русском языке Бертельс переводит сборник как «Пустячки»[3].